# 19-я отдельная авиационная эскадрилья ВВС Балтийского флота
19-я отдельная авиационная эскадрилья ВВС Балтийского флота — воинское подразделение вооружённых сил  СССР в Великой Отечественной войне.

## История
На вооружении эскадрильи к началу войны состояли самолёты Че-2, базировалась на Горавалдайском озере, входя в состав 15-го авиационного полка ВВС КБФ.
На 9 июня 1941 года имела 7 МБР-2, из которых 1 неисправен, 2 У-2 и 2 Че-2.
В составе действующей армии во время ВОВ c 22 июня 1941 по 20 октября 1941 года.
C начала войны эскадрилья участвует в боевых действиях, в основном производила разведку Балтийского моря, в частности Финского залива. Более подробных данных о боевом пути эскадрильи не имеется, фактически расформирована летом 1941 года из-за отсутствия материальной части.
Официально расформирована 20 октября 1941 года.

## Полное наименование
19-я отдельная авиационная эскадрилья ВВС Балтийского флота

## Подчинение
| Дата            | Флот            | Армия | Корпус | Полк                                        | Примечания |
| --------------- | --------------- | ----- | ------ | ------------------------------------------- | ---------- |
| 22.06.1941 года | Балтийский флот | -     | -      | 15-й авиационный полк ВВС Балтийского флота | -          |
| 01.07.1941 года | Балтийский флот | -     | -      | 15-й авиационный полк ВВС Балтийского флота | -          |
| 10.07.1941 года | Балтийский флот | -     | -      | 15-й авиационный полк ВВС Балтийского флота | -          |
| 01.08.1941 года | Балтийский флот | -     | -      | 15-й авиационный полк ВВС Балтийского флота | -          |
| 01.09.1941 года | Балтийский флот | -     | -      | 15-й авиационный полк ВВС Балтийского флота | -          |
| 01.10.1941 года | Балтийский флот | -     | -      | 15-й авиационный полк ВВС Балтийского флота | -          |